# لورا براون
لورا براون (بالإنجليزية: Laura Brown) مواليد 27 نوفمبر 1986 في كالغاري، هي متسابقة كندية.

## الميداليات
| الميدالية | المسابقة                               |
| --------- | -------------------------------------- |
| فضية      | بطولة العالم للدراجات على المضمار 2014 |
| برونزية   | بطولة العالم للدراجات على المضمار 2013 |
| ذهبية     | دورة الألعاب الأمريكية 2011            |
| ذهبية     | دورة الألعاب الأمريكية 2015            |
| برونزية   | دورة الألعاب الأمريكية 2011            |

## وصلات خارجية
- الموقع الرسمي

## روابط خارجية
- لورا براون على موقع الاتحاد الدولي للدراجات (الإنجليزية)
- لورا براون على موقع أرشيف الدراجات (الإنجليزية)
- لورا براون على موقع إحصائيات الدراجات الإحترافية (الإنجليزية)
- لورا براون على موقع نسبة الدراجات (الإنجليزية)
- لورا براون على موقع CycleBase (الإنجليزية)
- لورا براون على موقع أوليمبيديا (الإنجليزية)
- لورا براون على موقع اتحاد ألعاب الكومنولث (مؤرشف) (الإنجليزية)